# The Crookes
The Crookes é uma banda de rock independente de Sheffield. Apesar de nenhum dos membros ser natural de Sheffield, eles se conheceram e moram na cidade.

## História
A banda foi formada em 2008, nomeando a si mesmos devido ao fato de os guitarristas Alex Saunders e Daniel Hopewell se conhecerem no subúrbio de Crookes, em Sheffield, para depois recrutarem o vocalista George Waite e o baterista Russell Bates.
A revista britânica NME Magazine elogiou a banda, escrevendo: "uma banda boa como essa imporovavelmente permanecerá na obscuridade por muito tempo". "
The Crookes foi nomeada como banda do dia pelo The Guardian em Setembro de 2009, sendo descrita como "sugestões cativantes".
Em 2009, a banda gravou uma sessão ao vivo para Steve Lamacq na BBC Radio 1, com Lamacq descrevendo a banda como tendo  "ambição e um vocalista com uma voz bonita; uma daquelas especiais; voz poética que mergulha e sobe acima de suas guitarras estridentes".
Depois de ser nomeada como nova banda favorita, pela rádio BBC 6 Music, os Crookes ganharam uma nova citação de Steve Lamacq, dessa vez sendo colocados como "favorita banda britânica do ano"
O primeiro single da banda, 'A Collier's Wife/ By The Seine', foi lançado em setembro de 2009. Foi a venda mais rápida da história da gravadora Too Pure, esgotando os dicos na pré-venda.

## Estilo
O estilo da banda foi descrito como uma fusão de 'melodias românticas' inspiradas pelas músicas pop dos anos 50 e 60.
Lamacq destacou as ecléticas comparações com bandas efêmeras como The Smiths, Orange Juice e The Everly Brothers, também frizando o romantismo das letras.
Noel Gallagher também comentou sobre a banda: "Eles têm boas letras. Todas as bandas de Sheffield têm boas letras".

## Chasing After Ghosts
No dia 17 de janeiro de 2011, a banda anunciou o lançamento do seu primeiro álbum, denominado Chasing After Ghosts, lançado no dia 21 de março do mesmo ano, contendo as seguintes músicas:
- 1. Godless Girl
- 2. Chorus Of Fools
- 3. Just Like Dreamers
- 4. Bright Young Things
- 5. The Crookes Laundry Murder, 1922
- 6. Youth
- 7. I Remember Moonlight
- 8. Bloodshot Days
- 9. Carnabetian Charm
- 10. By The Seine
- 11. City Of Lights

O primeiro single do álbum será "Godless Girl". "Chasing After Ghosts" será lançado nos formatos CD e Download.